# Doktorn går till sängs
Doktorn går till sängs (engelska: Doctor in Clover) är en brittisk komedifilm från 1966 i regi av Ralph Thomas.
Filmen bygger på Richard Gordons roman med samma namn.

## Handling
Doktor Gaston Grimsdyke visar större intresse för sjuksköterskorna än för patienterna. Sir Lancelot Spratt är fast besluten att göra honom till en framgångsrik läkare.

## Rollista i urval
- Leslie Phillips - Dr Gaston Grimsdyke
- James Robertson Justice - Sir Lancelot Spratt
- Shirley Anne Field - syster Bancroft
- John Fraser - Dr Miles Grimsdyke
- Joan Sims - översköterska Sweet
- Fenella Fielding - Tatiana Rubikov
- Jeremy Lloyd - Lambert Symington
- Eric Barker - Professor Halfbeck
- Terry Scott - Robert
- Suzan Farmer - syster Holliday
- Peter Gilmore - koreograf
- Bill Kerr -  Digger